# Alisa Bretonska, dama Pontarcyja
Alisa Bretonska (Château de Sucinio, Sarzeau, Morbihan, 6. lipnja 1243. – 2. kolovoza 1288.) bila je dama Pontarcyja, grofica Bloisa, kći infante Blanke Navarske i Ivana I. Bretanjskog. Osnovala je samostan u La Guicheu, gdje su ju pokopali.
1254. Alisa se udala za grofa Ivana I. Blojiškog. Njihova je kći bila Ivana Blojiška.
Alisa je 1287. godine putovala u Palestinu. Odande je krenula u Siriju te je naredila izgradnju dvaju tornjeva u Akri.